# Ulrich Waldner
Ulrich Waldner (* 6. März 1926 in Berlin; † 1. Oktober 2004) war ein deutscher Drehbuchautor und Hörspielautor. Ab den 1960er-Jahren war er für den Rundfunk der DDR als Hörspielautor tätig. Er war an mehr als 50 Hörspielproduktionen beteiligt.

## Filmografie
- 1967: Der Staatsanwalt hat das Wort: Busliesel
- 1968: Der Staatsanwalt hat das Wort: Strafsache Anker
- 1968: Der Staatsanwalt hat das Wort: Störende Geräusche
- 1968: Der Staatsanwalt hat das Wort: Das Wochenendhaus
- 1971: Der Staatsanwalt hat das Wort: Zwei Promille
- 1972: Polizeiruf 110: Das Ende einer Mondscheinfahrt
- 1974: Polizeiruf 110: Das Inserat
- 1968: Der Staatsanwalt hat das Wort: Der Kurschatten
- 1980: Polizeiruf 110: Zeugen gesucht
- 1981: Polizeiruf 110: Nerze
- 1984: Polizeiruf 110: Das vergessene Labor
- 1986: Polizeiruf 110: Parkplatz der Liebe
- 1989: Polizeiruf 110: Gestohlenes Glück
- 1989: Polizeiruf 110: Der Wahrheit verpflichtet

## Hörspiele
- 1962: Glanz und Elend des Boxers Hardy Meyer – Regie: Hans Knötzsch (Hörspiel – Rundfunk der DDR)
- 1968: Der vergessene Hochzeitstag – Regie: Joachim Gürtner (Hörspielreihe: Neumann, zweimal klingeln – Rundfunk der DDR)
- 1972: Gewitterstimmung – Regie: Joachim Gürtner (Hörspielreihe: Neumann, zweimal klingeln – Rundfunk der DDR)
- 1972: Das Dreirad – Regie: Joachim Gürtner (Hörspielreihe: Neumann, zweimal klingeln – Rundfunk der DDR)
- 1973: Frau Lämmlein – Regie: Joachim Gürtner (Hörspielreihe: Neumann, zweimal klingeln – Rundfunk der DDR)
- 1980: Die Streithammel – Regie: Joachim Gürtner (Hörspielreihe: Neumann, zweimal klingeln – Rundfunk der DDR)
- 1986: Eine Wohnung unterderhand – Regie: Detlef Kurzweg (Kurzhörspiel aus der Reihe: Waldstraße Nummer 7 – Rundfunk der DDR)